# Justicia soukupii
Justicia soukupii är en akantusväxtart som först beskrevs av Standley och Barkley, och fick sitt nu gällande namn av V.A.W. Graham. Justicia soukupii ingår i släktet Justicia och familjen akantusväxter. Inga underarter finns listade i Catalogue of Life.